# Qasr-fængslet
Qasr-fængslet (Persisk: زندان قصر) var et fængsel i Teheran, Iran. Det var et af landets ældste fængsler brugt til politiske fanger.

## Historie
Fængslet blev bygget i 1790 som et palads af den russiske arkitekt Markov, efter ordre fra Fath Ali Schah under Qajar dynastiet. Det var det første fængsel i Iran hvor de indsatte havde fået en form for juridisk retsbehandling. Der var plads til 700 indsatte fordelt på 192 celler, hvoraf de 100 var beregnet til isolationsfængsling.
Qasr blev i 1972 afløst af Evin-fængslet som det vigtigste fængsel for politiske fanger. I marts og april 1985 blev 3 fanger henrettet ved hængning i Qasr-fængslet.
Qasr-fængslet blev senere nedlagt. Nogle celler der har huset prominente politiske fanger, som blandt andet ayatollah Mahmoud Taleghani (1911-1979) er ved at blive indrettet som offentligt museum. Bystyret i Teheran har også planer om at renovere andre bygninger fra fængslet, såsom kvindefløjen, moskeen og vagttårne, og derefter at åbne området for turister.